# اوکامورا یاسوجی
اوکامورا یاسوجی (به ژاپنی: 岡村 寧次, Okamura Yasuji); ۱۵ مهٔ ۱۸۸۴ – ۲ سپتامبر ۱۹۶۶) ژنرال نیروی زمینی امپراتوری ژاپن بود.
همچنین برندهٔ جوایزی همچون نشان بادبادک طلایی و نشان خورشید فروزان شده‌است.